# 1985 CE2
1985 CE2 är en asteroid i huvudbältet som upptäcktes den 13 februari 1985 av den belgiske astronomen Henri Debehogne vid La Silla-observatoriet.
Den har den diameter på ungefär 7 kilometer.